# Бермес Зеновій Миколайович
Зеновій Миколайович Бермес (нар. 10 жовтня 1949, Лішня Дрогобицького району) — український громадський діяч, президент Асоціації роботодавців Львівської області, депутат Львівської обласної ради V демократичного скликання, член ради Спілки малих, середніх, приватизованих підприємств України.

## Біографія
1978 року закінчив Львівський державний університет імені Івана Франка за спеціальністю економіст. Другу вищу освіту отримав у 2002 році за кваліфікацією магістр державного управління в Академії державного управління при президентові України. 1967–1975 — працював у системі Держтрудощадкас Львівської області. 1975-1977 — завідувач сектору відділу обліку Залізничного РК ЛКСМУ м. Львова. 1977 — 1990 — інструктор-ревізор та завідувач відділу Облпрофради та обкому працівників торгівлі. 1990-1992 — заступник директора регіонального підприємства туризму «Галінтур». 1992-1994 — заступник директора з комерційних питань ВО «Мікроприлад». 1994-1996 — директор ПМП БС-Інтер. 1996-1997 — завідувач Відділу Федерації профспілки працівників торгівлі. З 1997 року — Президент Асоціації роботодавців торгівлі та громадського харчування Львівської області. Станом на 1 січня 2015 року до Асоціації входило понад 800 підприємств.
З 1998 року був уповноваженим з питань захисту прав підприємців Державного комітету з питань регуляторної політики та підприємництва по Львівській області. З 2005 року по 2010 рік був членом ради підприємців при Кабінеті Міністрів України. У червні 2011 року був обраний головою Громадської ради при Львівській обласній державній адміністрації. У 2013 році повторно обраний головою ради.

## Політична діяльність
З 1996 по 2000 року був депутатом Львівської обласної ради  скликання, позапартійний, член фракції «Блоку Юлії Тимошенко».
2014 року балотувався до ВРУ у мажоритарному окрузі N 115 (Центр міста, Сихівський та частина Личаківського районів) від ВО «Батьківщина», як безпартійний, набрав 4,56 % голосів та зайняв третє місце.
2015 року балотувався до Львівської обласної ради за в.о. N8 від ВО «Батьківщина», однак не був обраний
Член та голова (2011, 2013 рр.) Громадської ради при Львівській ОДА.

## Нагороди
30 серпня 2007 року нагороджений орденом за заслуги ІІІ ступеня.